# William Smith (ciclista)
William R. "Bill" Smith (1893 — outubro de 1958) foi um ciclista sul-africano, que foi especialista em competições de ciclismo em pista.
Em Antuérpia 1920, conquistou duas medalhas, uma de prata na prova de tandem, fazendo par com James Walker; e a outra de bronze na perseguição por equipes, junto com seus compatriotas Walker, Sammy Goosen e Henry Kaltenbrunn.
Ainda em Antuérpia, também participou na corrida de 50 km, terminando na sétima posição; e na velocidade individual, sendo eliminado nas séries.